# Simonetta Spiri
Simonetta Spiri (Sassari, 26 gennaio 1984) è una cantante italiana.
Si fa conoscere dal grande pubblico nel 2007-2008 in seguito alla partecipazione al talent show Amici di Maria De Filippi arrivando fino alla quarta puntata della fase serale del programma, successivamente pubblica due album Il mio momento nel 2009 e Quella che non vorrei nel 2013.
Nel 2016 esce con il singolo L'amore merita di cui è anche autrice che viene certificato disco d'oro.

## Biografia

### Primi anni, Amici,Il mio momentoil primo album
Dall'età di 9 anni inizia a fare le sue prime performance in pubblico in manifestazioni canore regionali. All'età di 17 anni partecipa al concorso Miss teenager, riuscendo ad ottenere la fascia regionale "sezione cantanti" ottenendo così la possibilità di partecipare alla finale tenutasi a Todi, in provincia di Perugia. Nel 2002, appena maggiorenne, lavora durante la stagione estiva come cantante e animatrice in una compagnia di navi da crociera che opera in Sardegna. Successivamente partecipa alle selezioni finali del Festival di San Marino e da lì viene scelta per entrare a far parte del TIM tour estate 2004 nella categoria "nuovi talenti". All'inizio del 2006 partecipa al concorso nazionale Una voce per Sanremo arrivando prima in gara con tanti altri artisti emergenti provenienti da tutta Italia.
Ma la popolarità arriva nella stagione televisiva 2007–2008 approdando al talent show di Canale 5 Amici condotto da Maria De Filippi e arrivando fino alla fase serale del programma.
Durante la trasmissione incide il suo primo inedito dal titolo Il migliore degli inganni, contenuto nella compilation legata al programma, Ti brucia. Il 30 novembre 2009 viene pubblicato l'album di debutto Il mio momento, in concomitanza con l'uscita del singolo omonimo, scritto e composto da Luca Sala. Dopo la pubblicazione dell'album la Spiri è stata occupata con il suo primo tour. Nel maggio dell'anno successivo viene pubblicato il singolo Passa anche l'estate e a settembre viene pubblicato il terzo estratto Ti sento ancora qui. Nello stesso anno viene scelta per Media friends come testimonial per una pubblicità televisiva per la sensibilizzazione delle malattie croniche intestinali (lei stessa convive con la malattia di Crohn). Nel 2011 arriva finalista al concorso Area Sanremo con il brano Fragile che viene pubblicato nel 2012 come singolo. La Spiri non supera le selezioni e non accede al Festival di Sanremo nella categoria giovani.

### Quella che non vorrei, il secondo album
Nell'estate del 2011 esce il nuovo singolo Aura che anticipa il secondo album dal titolo Quella che non vorrei, album che vede luce due anni dopo. Partecipa alla cinquantaquattresima edizione del Miccio Canterino dove è in gara per la contrada del ranocchio con il brano inedito in tema con l'evento "Amico mio, amico vero". Nello stesso anno è testimonial e volto per la campagna pubblicitaria Act!onaid sulle adozioni a distanza assieme ad altri artisti del mondo dello spettacolo . Tra il 2011 e il 2012 partecipa a Sanremo Social, concorso che permette di candidarsi al Festival di Sanremo 2012, con la canzone Dopo mi uccidi, in coppia con i Madback, realizzando anche un video. Il brano risulta essere tra i 30 più votati su Facebook: viene quindi chiamata ad esibirsi di fronte alla commissione artistica presieduta da Gianni Morandi, ma non viene scelta.

A gennaio 2013 esce su iTunes il singolo Altrove ancora una volta in coppia con i Madback. Il 2 aprile 2013 esce il secondo album Quella che non vorrei. Nel disco sono inclusi due duetti, Il resto è niente con Tony Maiello e Lontano da qui con Nicolas Bonazzi. Dieci giorni dopo la pubblicazione dell'album, esce il quarto singolo La forza del perdono un pezzo scritto da lei stessa e dedicato ad una sua compagna del liceo caduta nel vortice della droga.
 Il 31 maggio 2013 partecipa all'evento benefico per lotta contro il tumore Donne in cANTo. L'evento viene trasmesso in diretta su Radio Italia. A giugno 2013 partecipa cantando a Chiasso in Svizzera alcuni suoi pezzi alla quarta edizione di Progetto Amore evento organizzato da Paolo Meneguzzi con tanti altri cantanti italiani. La Spiri aveva già preso parte anche alla terza edizione l'anno precedente a Mendrisio (città natale di Meneguzzi) Il 21 giugno 2013 esce il nuovo singolo estratto dall'ultimo album, dal titolo Lontano da qui scritto da Nicolas Bonazzi. Il pezzo ha sonorità che richiamano la musica raggae e parla del disagio provato dai giovani nell'attuale situazione precaria del paese.) Nell'estate 2013 prende parte al Festival Show, lo spettacolo itinerante di Radio Birikina e Radio Bella & Monella che da giugno a settembre tocca le principali città e località turistiche del triveneto, con il singolo Lontano da qui. La Spiri aveva già preso parte alla kermesse nell'estate 2011. Ad ottobre 2013 incide per una campagna di sensibilizzazione il pezzo Ti salvo il cuore dedicato a tutti i calciatori professionisti che hanno perso la vita praticando il loro sport sul campo da calcio.
Il 1º luglio 2014 esce in tutti i negozi digitali il nuovo singolo Io & te che vede come sempre la collaborazione con Enrico Palmosi ed è scritta dalla stessa Spiri con Simone Borghi. Partecipa alla seconda edizione del Premio Franco Reitano, un concorso musicale in omaggio all'artista fratello di Mino Reitano. Arriva tra i 60 finalisti delle Nuove Proposte del Festival di Sanremo 2015 con il brano A un km da Dio pubblicato sul sito della Rai e si esibisce davanti alla commissione presieduta da Carlo Conti, tuttavia nonostante il pezzo risulti essere il secondo più ascoltato tra le 60 proposte viene scartato. Il 16 dicembre 2014 A un km da Dio esce come secondo singolo che anticipa il suo terzo album. La canzone è stata scritta da Simonetta Spiri con Giulio Iozzi e Alessandro Secci ed è arrangiato da Enrico Palmosi.
Nel 2015 si esibisce a Donne in cANTo al Palabanco di Brescia, in diretta su Radio Italia presentando il suo singolo "A un km da Dio". Partecipa con altri artisti a Progetto Amore, evento benefico organizzato da Paolo Meneguzzi. Partecipa all'evento solidale contro il femminicidio Senza Veli Sulla Lingua assieme ad altri artisti, l'evento è condotto da Marco Baldini e Jo Squillo e all'evento al teatro Duse di Bologna Cambiamo musica! sempre a sostegno delle donne. Il 16 dicembre 2015 si esibisce dal vivo al Teatro Sociale di Como, accompagnata dall'orchestra di Infinity Sound per un progetto in collaborazione con la fondazione Marco Simoncelli.

### 2016,L'amore merita
Il 1º aprile 2016 esce un nuovo singolo, nato da un'idea della Spiri, dal titolo L'amore merita contro l'omofobia assieme alle colleghe Greta Manuzi, Verdiana Zangaro e Roberta Pompa. Il 19 e 20 aprile ritorna nella scuola di Amici di Maria De Filippi per promuovere il singolo e farlo conoscere ai ragazzi della 15ª edizione.. Si esibisce al Concerto di Primavera insieme ad altri artisti, l'evento (avente come partner ufficiale Radio Italia solomusicaitaliana) si è tenuto al Teatro Gaetano Donizetti di Bergamo ed è stato successivamente trasmesso più volte sul canale 70 del digitale terrestre Radio Italia TV.. Partecipa al concerto benefico Concerto Premio Beatrice tenutosi al teatro Filarmonica di Verona per la lotta contro il cancro, assieme ad altri cantanti.
Il 17 giugno esce su iTunes l'ep L'amore merita - remix contenente 4 tracce dell'omonimo singolo mixate in versione dance e reggaeton.
Una traccia remix dell'omonimo brano viene anche inserito nella compilation Super Estate Latina 2016 disponibile sia in cd fisico che nei negozi digitali. Il singolo L'amore merita viene certificato disco d'oro dalla FIMI per le oltre 25 000 copie vendute. Il 24 Giugno si esibisce alla prima tappa del Festivalshow a Udine assieme ad altri cantanti, l'evento verrà trasmesso a partire da metà luglio su Real Time. Si esibisce con la canzone A un km da Dio durante la cerimonia a Pisa del Premio Internazionale Apoxiomeno dove vengono premiati personalità del cinema e del teatro. Partecipa al Radio Stop Festival a Marina di Cecina assieme a tanti altri artisti.
Il 30 settembre viene pubblicato il singolo L'origine, con le colleghe Greta Manuzi, Verdiana Zangaro e Roberta Pompa; il brano viene inserito nella doppia compilation di Radio Italia "Love 2017" distribuito da Sony Music. Il 27 Dicembre esce nei negozi digitali una compilation benefica "A.M.I. – Rarità di Artisti per Amatrice", che vede la partecipazione di Simonetta Spiri in una versione inedita acustica di L'amore merita, il cui ricavato verrà devoluto alle vittime del terremoto di Amatrice.

### 2017, Il ritorno da solista
Agli inizi di febbraio Simonetta Spiri dichiara pubblicamente di aver lasciato il quartetto creato da lei per tornare al suo percorso di cantante solista. Il 26 maggio esce il nuovo singolo Il tempo di reagire scritta dalla Spiri assieme a Emilio Munda con l'etichetta NatyLoveYou Srl  di Valerio Scanu. L'11 agosto 2017 è ospite del concerto di Valerio Scanu a La Maddalena in Sardegna dove canta per la prima volta il nuovo singolo. Il 16 dicembre 2017 si esibisce all'Auditorium Parco della Musica di Roma al Valerio Scanu Christmas Songs.
Il 16 marzo 2018 esce il singolo di Valerio Scanu Ed io scritto insieme a Tony Maiello. Il brano viene cantato in coppia dal vivo durante il concerto benefico "Padova una città un cuore" tenutosi al teatro Geox di Padova il 5 aprile dell'anno seguente. Il 7 dicembre 2018 pubblica il singolo autobiografico Il viaggio dei pensieri dedicato alla madre prematuramente scomparsa.
Nel 2021 in occasione della festa della mamma, Simonetta pubblica a sorpresa su tutte le piattaforme digitali una nuova versione del singolo Il viaggio dei pensieri indicato come parte seconda, nel quale la cantautrice elabora il suo lutto, ritrovando la forza di andare avanti. Poche settimane dopo pubblica il nuovo singolo Nelle tue mani.
Nel 2023 pubblica i singoli Elegante e nell'estate dello stesso anno Fino all'alba.
Nel 2024 è autrice di tre brani facenti parte della colonna sonora del film Il Vuoto, per la regia di Giovanni Carpanzano e interpretati da Nicola Gargaglia e pubblicati anche come EP digitale

## Discografia

### Album in studio
- 2009 – Il mio momento
- 2013 – Quella che non vorrei

### EP
- 2016 – L'amore merita (Remix)

### Singoli
- 2008 – Il migliore degli inganni
- 2009 – Il mio momento
- 2010 – Passa anche l'estate
- 2010 – Ti sento ancora qui
- 2011 – Aura
- 2012 – Dopo mi uccidi (con i Madback)
- 2013 – Altrove (con i Madback)
- 2013 – La forza del perdono
- 2013 – Lontano da qui
- 2014 – Io & te
- 2014 – A un km da Dio
- 2016 – L'amore merita
- 2016 – L'origine
- 2017 – Il tempo di reagire
- 2018 – Il viaggio dei pensieri
- 2021 – Nelle tue mani
- 2023 – Elegante
- 2023 - Fino all'alba
- 2025 - Questa sera metto i tacchi (feat. Roberta Bonanno)

### Come artista ospite
- 2022 – Aymerich feat. Salvatore Saba
- 2024 - Fantastico Casino feat. Matteo Cazzato[87]

### Partecipazioni

#### Compilation
- 2008 – Ti brucia con i brani Il migliore degli inganni e Ora che
- 2016 – Super Estate Latina 2016 con il brano L'amore merita (remix)[88][89]
- 2016 – A.M.I. – Rarità di Artisti per Amatrice con L'amore merita (versione acustica)
- 2017 – Love 2017 con L'origine (Sony Music Italia)

## Autrice e compositrice per altri cantanti
| Anno | Titolo                                                                                     | Artista          | Pubblicazione             |
| ---- | ------------------------------------------------------------------------------------------ | ---------------- | ------------------------- |
| 2017 | L'amore merita (Testo e Musiche: Simonetta Spiri - Luca Sala - Marco Rettani)              | Le Deva          | 4                         |
| 2018 | Ed io (Testo e Musiche: Simonetta Spiri e Tony Maiello)                                    | Valerio Scanu    | Dieci                     |
| 2024 | Un volo verso la felicità (Testo e Musiche: Simonetta Spiri, Luca Sala e Laura Pirrigheddu | Nicola Gargaglia | Un volo verso la felicità |